# بوسلام
بوسلام بلدية بدائرة بوعنداس ولاية سطيف.

## الموقع
تقع شمال غرب ولاية سطيف تحدها شمالا بلدية كنديرة وشرقا بلدية بوعنداس وغربا بلدية بني موحلي وبلدية بني شبانة ومن الجنوب بلدية ذراع قبيلة وبلدية تالة ايفاسن.

## السكان
تعدادها السكاني حوالي 15000 نسمة موزعين على 20 قرية وهي زرقون وأوسلوف وعونة وآيث سيدي أنصر وحلية وأثروش وأزعبارن وعين دكار مقر البلدية ولقصر وتارزوت وتاسكفات وإزعطيطن وتاقمة وتيزقين وأغيل لقصر وآيث عمارة وسوق الحد وبوزكوط وبوقرشي وأقمون، ويوجد بها ثلاثة إكماليات وثانوية و18 ابتدائية.

## تاريخ
تعتبر بلدية بوسلام بلدية تاريخية حيث شهدت معارك عنيفة ضد الاستعمار الفرنسي منها معركة حلية التي سقط فيها حوالي 45 شهيد ومعركة تيلزازين ومعركة أكال أبركان وغيرها، كما أنجبت البلدية مجاهدين كبار خدموا الثورة بكل إخلاص.